# Chiesa di San Michele a Lumena
La chiesa di San Michele a Lumena si trova in località Lumena, nei pressi di Sant'Agata di Scarperia e San Piero, in provincia di Firenze.

## Storia e descrizione
Risalente al XII secolo, fu gravemente danneggiata nel terremoto del 1542 e in gran parte ricostruita con materiali di riutilizzo della vicina chiesa di San Martino. All'inizio di questo secolo ha subito un radicale restauro, fatto realizzare dal marchese Filippo Sassoli de'Bianchi, podestà di Scarperia, che ha ripristinato le murature in filaretto di pietra e rifatto il soffitto a capriate, con interventi dell'artista Galileo Chini.
La facciata, preceduta da un portico reca una lunetta in maiolica policroma col Cristo in pietà, produzione della fabbrica Chini di Borgo San Lorenzo. All'interno, sulla parete dietro l'altar maggiore è un dipinto di ambito fiorentino del Seicento raffigurante San Michele Arcangelo.

## Collegamenti esterni

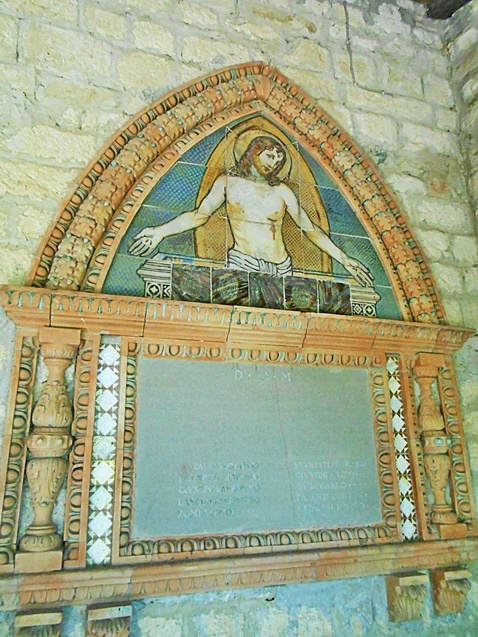
Cristo risorgente dal sepolcro-ceramica realizzata da Chini